# Esporte Clube Atlético Batistense
O Esporte Clube Atlético Batistense é um clube de futebol brasileiro, sediado em São João Batista, Santa Catarina. Suas cores são vermelho, azul e branco.
Fundado em 1 de setembro  de 2009 como equipe amadora, participou de competições municipais até 2016, e entre 2017 e 2019 fez parte de torneios não-profissionais chancelados pela Federação Catarinense de Futebol. Em 28 de abril de 2020 o clube passa a ser oficialmente profissional, representando a cidade de São João Batista e o vale do rio Tijucas no Campeonato Catarinense de Futebol de 2020 - Série C.

## Participações
|  | Participações em 2022 |

Competições Oficiais
| Competição     | Competição | Temporadas | Melhor campanha    | Estreia | Última | P | R |
| Santa Catarina | Série C    | 3          | 5º colocado (2020) | 2020    | 2022   |   | – |